# Облога Афін (296—295 рр. до н. е.)
Облога Афін (296—295) — бойові дії претендента на македонський престол Деметрія I Поліоркета по заволодінню містом Афіни.
Під час Четвертої війни діадохів син Антигона Одноокого Деметрій звільнив Афіни від влади македонського царя Кассандра, за що очікував від містян вірної служби. Проте після поразки Антигонідів у вирішальній битві при Іпсі (301 р. до н. е.) мешканці міста відклались від Деметрія (хоча й повернули останньому кораблі його флоту, котрі перебували в Афінах), тоді як переможці винагородили їх звільненням афінських бранців.
Протягом кількох наступних років головна увага Деметрія була прикута до Східного Середземномор'я. Втім, коли до нього дійшли чутки про внутрішню боротьбу в Афінах між прихильниками та противниками фіванця Лахара, Деметрій вирішив спробувати повернути це важливе грецьке місто під свій контроль. По прибутті до узбережжя Аттики він внаслідок бурі зазнав великих втрат у кораблях та людях, проте не відмовився від свого плану та почав його здійснення із захоплення островів Егіна та Саламін.
Як свідчить одна зі стратегем Полієна, в Афінах дійсно існувала доволі сильна опозиція до Лахара, котрий був ставлеником Кассандра — мешканці Пірею надали Деметрію, котрий обіцяв вигнати фіванця, одну тисячу комплектів озброєння. Втім, Антигоніда не впустили ані до самого міста, ані до Пірею (як оповідає Поліен, тоді Деметрій напав на пірейців з використанням наданого ними ж озброєння). Почалась облога, котра затягнулась на цілий рік, за який Деметрій встиг також здійснити похід на Пелопоннес, отримати важке поранення стрілою катапульти в обличчя при штурмі Мессіни та зцілитись.
Хоча саме Деметрій був знаменитий використанням у своїх війнах різноманітних облогових машин, проте на цей раз місто не штурмували. Натомість він зробив ставку на примушення захисників до капітуляції за допомогою голоду. Антигонід захопив корабель, котрий віз до Афін зерно та стратив і торговця, і перевізника. Це налякало інших, так що поставки продовольства морем перервались. Тим часом Деметрій спустошував Аттику та захопив Елевсин і Браврон (перше місто знаходилось на захід від Афін, навпроти острова Саламін, а друге на східному узбережжі області).
Первісно містяни постановили битись з Антигонідом до останнього та карати смертною карою кожного, хто запропонує мир з ним. Лахар при цьому зміг стати не лише лідером впливової партії, але й досягти тиранічної влади. Втім, чим далі, тим більше місто потерпало від голоду. Кассандр помер у 296 р. до н. е., а два його сини вступили у збройну боротьбу за владу в Македонії та були далекі від втручання у події на півдні. В якийсь момент в афінян вселила надію поява поблизу Егіни флоту Птолемея I із 150 суден. Втім, Деметрій зміг зібрати триста кораблів, стягнувши судна з Пелопоннесу та Кіпру. Як наслідок, єгипетський флот спішно покинув південно-західну Егеїду.
Не маючи більше надії на допомогу, афіняни капітулювали. Деметрій наказав їм зібратись у театрі, очепленому воїнами переможця, чим навів жах на мешканців міста. Втім неочікувано для афінян він не став чинити репресій, лише доволі м'яко вичитав їх та надав продовольства. Тим часом Лахар, перевдягнувшись в одяг раба та вимазавши обличчя, зміг втекти з міста (після чого, розкидаючи за собою золоті монети, відірвався від вершників, котрі його переслідували).
Для попередження наступних бунтів Деметрій поставив гарнізон у самих Афінах на пагорбі Мусейон. Крім того, він осадив залогами укріплення Пірей та Муніхій, котрі захищали порт.
Відносно дати капітуляції (та, відповідно, початку облоги) Афін існують різні припущення, за якими ця подія припала на 295 або 294 роки до н. е.
Також варто відзначити, що хоча єгипетському царю Птолемею і не вдалось завадити облозі Афін, проте він дуже вдало скористався концентрацією Деметрія на боротьбі за Аттику і Пелопоннес та зміг оволодіти одним з двох головних оплотів Антигоніда на сході — островом Кіпр (а от Фінікію Деметрій утримував ще кілька років).